# Гайльдорф
Гайльдорф (нім. Gaildorf) — місто в Німеччині, знаходиться в землі Баден-Вюртемберг. Підпорядковується адміністративному округу Штутгарт. Входить до складу району Швебіш-Галль.
Площа — 62,56 км2. Населення становить 12 147 ос. (станом на 31 грудня 2020).